# César Rubén Hernández Enríquez
César Rubén Hernández Enríquez (Santiago de Querétaro, Querétaro, 1 de septiembre de 1943) es un político mexicano, miembro del Partido Revolucionario Institucional (PRI). Fue senador por su estado de 1979 a 1982.

## Biografía
Es licenciado en Sociología egresado de la Facultad de Ciencias Políticas y Sociales de laUniversidad Nacional Autónoma de México (UNAM). Fue profesor en la misma institución de 1970 a 1971 y director técnico del «Colegio Cambridge» de 1973 a 1974.
En 1968 fue jefe de la sección A de Desarrollo Comunitaria de la Secretaría de Educación Pública (SEP) en Michoacán, en 1969 fue seceetario auxilitar del oficial mayor del Departamento del Distrito Federal, representante del PRI en el Distrito 17 del Distrito Federal, director de Reclutamiento del PRI del Distrito Federal, y delegado del comité nacional del PRI en Veracruz; en 1975 fue delegado de la Confederación Nacional de Organizaciones Populares (CNOP) en Aguascalientes y en 1976 secretario alterno de la CNOP en Guerrero.
En 1976 fue postulado candidato del PRI y elegido senador suplente en segunda fórmula por el estado de Querétaro; siendo senador propietario Rafael Camacho Guzmán. Camacho Guzmán fue postulado candidato del PRI a Gobernador de Querétaro en las Elecciones de 1979, elegido, el 13 de septiembre de 1979 optó formalmente por la gubernatura dejando su escaño en el Senado, y el mismo día Hernández Enríquez protestó como nuevo senador y terminó el periodo constitucional hasta el 31 de agosto de 1982.
A partir de 1979 fue profesor en la Facultad de Estudios Superiores Acatlán de la UNAM y profesor adjunto del Instituto del Trabajo de la Secretaría del Trabajo y Previsión Social (STPS). Su hermana, Silvia Hernández Enríquez, fue diputada federales, tres veces senadora por Querétaro y titular de la Secretaría de Turismo de 1994 a 1997.